# Mercedes-Benz X-klass
Mercedes-Benz X-klass är en lätt lastbil som den tyska biltillverkaren Mercedes-Benz introducerade 2017. Modellen tillverkas i samarbete med Renault-Nissan och baseras på Nissan Navara. X-klass särskiljer sig främst med en annan front och mer ombonad interiör.
Versioner:
| Modell | Årsmodell | Motor                      | Cylindervolym | Effekt | Bränslesystem            |
| ------ | --------- | -------------------------- | ------------- | ------ | ------------------------ |
| X200   | 2018-20   | M274: 4-cyl radmotor DOHC  | 1991 cm³      | 165 hk | Direktinsprutning, turbo |
| X220 d | 2018-20   | OM699: 4-cyl radmotor DOHC | 2298 cm³      | 163 hk | Common rail turbodiesel  |
| X250 d | 2018-20   | OM699: 4-cyl radmotor DOHC | 2298 cm³      | 190 hk | Common rail turbodiesel  |
| X350 d | 2018-20   | OM642: 6-cyl V-motor DOHC  | 2987 cm³      | 258 hk | Common rail turbodiesel  |